# 카이트 (프로게이머)
카이트(본명: 김용연, 1995년 1월 6일 ~ )는 대한민국의 전직 리그 오브 레전드 프로게이머이다. 프로게임단 지도자로도 활동했다. 선수 시절 아이디는 Kite, 포지션은 AD 캐리였다.

## 선수 시절
2013년, 에일리언웨어 안드로메다에 입단하면서 프로 커리어를 시작했다. 2013-2014 윈터 시즌에 참가했지만 팀은 16강 조별리그에서 탈락했다.
2014 스프링 시즌 종료 후 팀에서 퇴단했다.

## 지도자 생활
2020시즌을 앞두고 브리온의 코치로 부임했다. 2021시즌을 앞두고 팀의 2군 코치로 자리를 옮겼다. 2022시즌 종료 후 팀에서 퇴단했다.